# ماميتو
ماميتو وعرفت أيضاً باسم ماميتون وهي إلهة القدر والمصير والعالم السفلي في الميثولوجيا السومرية. عرف بأنها كانت تسكن في إركالا، ووكل لها التحكم بأقدار الإنسان.